# Szentgál, Veszprém
Szentgál  este un sat în districtul Veszprém, județul Veszprém, Ungaria, având o populație de 2.837 de locuitori (2011). 

## Demografie
Componența etnică a satului Szentgál
     Maghiari (94,26%)
     Romi (4%)
     Germani (1,52%)
     Necunoscut (0,11%)
     Ruși (0,11%)
     Alții (0,11%)
Componența confesională a satului Szentgál
     Romano-catolici (37,89%)
     Reformați (28,55%)
     Fără religie (10,26%)
     Necunoscută (21,96%)
     Alte religii (2,5%)
Conform recensământului din 2011, satul Szentgál avea 2.837 de locuitori. Din punct de vedere etnic, majoritatea locuitorilor (94,26%) erau maghiari, existând și minorități de romi (4,0%) și germani (1,52%). Apartenența etnică nu este cunoscută în cazul a 0,11% din locuitori. Nu există o religie majoritară, locuitorii fiind romano-catolici (37,89%), reformați (28,55%) și persoane fără religie (10,26%). Pentru 21,96% din locuitori nu este cunoscută apartenența confesională.